# 15 Hydrae
15 Hydrae är en misstänkt variabel i Vattenormens stjärnbild.
15 Hydrae har visuell magnitud +5,54 och varierar utan fastställd  amplitud eller periodicitet. Den befinner sig på ett avstånd av ungefär 445 ljusår.